# Села-Босилєвська
45°27′ пн. ш. 15°16′ сх. д. / 45.45° пн. ш. 15.26° сх. д.
Села-Босилєвська (хорв. Sela Bosiljevska) — населений пункт у Хорватії, в Карловацькій жупанії у складі громади Босилєво.

## Населення
Населення за даними перепису 2011 року становило 69 осіб.
Динаміка чисельності населення поселення: